# Якобчук Роман Іванович
Рома́н Іва́нович Якобчу́к (1 січня 1982 — 19 серпня 2015) — солдат Збройних сил України, учасник російсько-української війни.

## Життєпис
Народився 1982 року у селі Пеньки Старокостянтинівського району. Виріс у дитячому будинку, проживав в місті Хмельницький.
Брав активну участь у подіях Революції Гідності. На фронт пішов добровольцем, спочатку воював у складі батальйону «Айдар», потім перейшов до 93-ї бригади, солдат.
19 серпня 2015 року загинув під час виконання бойового завдання поблизу селища Опитне Ясинуватського району. Військовики розповіли, що Роман загинув під час танкового обстрілу — снаряд розірвався у 3-х метрах від нього.
Похований 26 серпня 2015-го у Хмельницькому, кладовище Ракове.

## Нагороди та вшанування
- нагороджений Почесною відзнакою міської громади «Мужність і відвага» жителів міста Хмельницького (рішення 5-ї Хмельницької міської ради № 1 від 16 березня 2016, посмертно).
- Почесний громадянин Хмельницького (рішення Хмельницької міської ради, посмертно).